# Кириния
Кири́ния, Кире́ния (греч. Κερύνεια) / Гирне (тур. Girne) — портовый город на северном побережье острова Кипр, с 1974 года находящийся в составе частично признанной Турецкой Республики Северного Кипра.
Кириния расположена у подножия одноимённых гор, непосредственно у моря. В Киринии пока запрещено строить высотные дома; самое высокое здание города имеет 5 этажей. Mete Adanir — это центральная улица города.

## История
Самые ранние поселения на территории города, согласно археологическим данным, появились в неолитическую эпоху около 5800 года до н. э., также обнаружены могилы микенской и ахейской культур, датируемые 1300—600 гг. до н. э. Легендарным основателем города считается Цефей из Аркадии, хотя город Эйон на северном побережье Пелопоннеса имел в древности имя Керинея. Впервые Кириния упоминается в письменных источниках в египетских документах эпохи фараона Рамсеса III как одно из восьми царств Кипра. Впоследствии Кириния наряду с соседним Лапетосом стала важным центром морской торговли с Малой Азией и Грецией, что подтверждается обнаруженным в 1965 в городской гавани Киренийским кораблём.
В IV веке до н. э. Кириния попала под власть Лапетоса, который поддержал Антигона в соперничестве с Птолемеем, и после подчинения Кипра власти Египта и Птолемеев все царства были отменены, однако экономический рост Кирении продолжился, так, она была одним из шести кипрских городов — жертвователей Дельфийскому оракулу. После включения Кипра в состав Римской империи административным центром снова стал Лапетос, в то время как Кириния сохранила свою роль крупного торгового центра и в ней была построена крепость для защиты гавани. Довольно рано в городе распространилось христианство, чьи последователи укрывались в катакомбах Хрисокава, и было учреждено епископство. Хотя христианство стало официальной религией империи в 313, Кириния находилась под властью Лициния до 324, таким образом, гонения продолжались в этот период.
C 395 Кипр отошёл к Византии, и после разрушения Лапетоса в результате арабского набега в 813 усилила свою политическую роль. В X веке замок был расширен и стал впоследствии резиденцией Исаака Комнина, смещённого в 1191 крестоносцами. После перехода Кипра под власть Лузиньянов, которые продолжили укрепление замка, возвели новые городские стены, укрепления в гавани и окрестные замки Святого Илариона, Буффавенто и Кантара. Киренийский замок неоднократно осаждался генуэзцами, однако ни разу не был взят.
После получения острова венецианцам в 1489 замок был вновь полностью перестроен, причём королевская резиденция была заменена для строительства пороховых погребов, а башни перестроены в более массивные. Тем не менее, это не помогло спастись от добровольной капитуляции замка перед турками-османами в 1571, которые выселили гражданское население из замка за пределы городских стен, что вызвало территориальный рост города, ставшего административным центром одного из четырёх (позднее — шести) округов Кипра.
Когда Кипр был занят Великобританией в 1878, было построено шоссе в Никосию через Киренийский хребет, новые школы, больницы, клубы, первые отели. Однако после Греко-турецкой войны и особенно в результате Великой депрессии торговое значение города уменьшилось, начался отток жителей, а основным источником дохода стал туризм, что продолжилось и после получения независимости в 1960. В это время 83 % населения города и окрестностей составляли греки-киприоты и марониты, и только 15 % — турки-киприоты, однако Кириния стала ареной межнациональных столкновений греков и турок, в 1963 турки перекрыли шоссе в Никосию и захватили замок Святого Илариона. 20 июля 1974 Кириния стала первым городом, захваченным в результате турецкого вторжения, что привело к исходу греков в южную часть острова и экономическому кризису.
В настоящее время в Никосии существует параллельная греческая мэрия Кирении и резиденция киренийского архиепископа Кипрской православной церкви.

## Достопримечательности
- Киренийский замок, окончательно завершённый в 1540, в котором располагается Музей кораблекрушений и хранится Киренийский корабль
- Музей икон в церкви Архангела Михаила и соседние руины церкви IV века
- Готическое августинское Аббатство Беллапаис в прилегающей к городу горной деревне Беллапаис, начатое в 1198—1205 и впоследствии достраиваемое до 1359 года; в настоящее время частично разрушено

## Известные уроженцы
- Пётр VII, патриарх Александрийский (деревня Сихари рядом с городом)
- Мехмет Али Талат, президент Северного Кипра с 2005 по 2010 годы
- Димитрис Христофиас, президент Кипра с 2008 (деревня Дикомо рядом с городом)
- Иоаннис Цангаридис, греческий генерал, участник Балканских и Первой мировой войн и Малоазийского похода
- Филип Кристофер, американский бизнесмен, политический и общественный деятель, лоббист. Президент Международного координационного комитета «Справедливость для Кипра» (PSEKA)

## Галерея
- Киренийский замок ночью
- Вид с замка на новый порт
- Общий вид замка
- Музей икон (церковь Михаила Архангела)
- Внутренний двор аббатства Беллапаис
- Площадь в городе